# بليك ريتشاردز
بليك ريتشاردز هو سياسي كندي، ولد في 8 نوفمبر 1974 في ألبرتا في كندا. حزبياً، نشط في حزب المحافظين الكندي. وقد انتخب عضو مجلس العموم الكندي عن دائرة Banff—Airdrie ‏ وقد انضم خلال فترته النيابية ‏  للكتلة البرلمانية حزب المحافظين الكندي.